# Альпійська раса
Альпійська раса — антропологічний тип у складі європеоїдної раси. Виділений у кінці XIX в. французьким антропологом і соціологом Жоржем Ляпужем. Надалі визначалася антропологами: У. Ріплі,  Я. Чекановським, К. Куном та іншими що використовували саме цей термін. Е. Айкштедт називав цю расу «альпінідами», Б. Лундман «західно-альпійською».

## Характеристика
Альпійська раса значно відрізняється своїми черепними вимірами. Типовий альпійський череп розглядається як брахіцефальний. Рівно як і загальні морфологічні ознаки — широкоплечість та міцна ширококіста побудова скелету. Характерні середній чи нижче середнього зріст, широкий ніс та переважання темних відтінків волосся. Згідно В. Бунака тотожним відповідником «альпійців» є дніпро-карпатська група (наявна в українців, словаків та чехів) — темно-пігментовані й доволі масивні брахіцефали. Він же локалізує ареал альпійської раси Австрією, Швейцарією і, частково, Північною Італією. Бертіль Лундман додатково виокремлював східних альпійців (англ. East-Alpine) котрим притаманні більш широкий розріз очей, різкі риси обличчя та світліша пігментація.  І. Раковський і С. Руденко, на основі що включала цю та адріатичну расу, визначали специфічний для більшості українців «альпо-адріатський тип».